# 1191
1191 (MCXCI) je bilo navadno leto, ki se je po julijanskem koledarju začelo na torek.

## Dogodki

### Tretja križarska vojna

#### Januar-junij
- januar-april - Kralja Rihard Levjesrčni in Filip II. prezimujeta skupaj z vsak svojima vojskama na Siciliji.
- 20. januar - Med obleganjem Akkona umreta švabski vojvoda Friderik VI. in bloiški grof Teobald V.
  - Švabskega vojvodo Friderika VI., tretjega sina cesarja Barbarosse, nasledi mlajši brad Konrad II.
  - Bloiškega grofa Teobalda V. nasledi sin Ludvik I.
- 4. marec - Rihard Levjesrčni prisili  sicilskega kralja Tankreda iz Lecce, da podpiše poravnavni sporazum, v katerem Tankred izplača denarno odškodnino Rihardovi sestri in kraljici-vdovi Ivani. Sporazum še vsebuje predporočno pogodbo med eno od Tankredovih hčera in Rihardovim nečakom, bretonskim vojvodo Arturjem I.
- marec-april - Kraljica-mati Eleanora Akvitanska pripotuje na Sicilijo skupaj z novo Rihardovo zaročenko, navarsko princeso Berengarijo. Zaroka med Rihardom in francosko princeso Alico Vexinško je razveljavljena.
- april - Potem ko angleška in francoska vojska nadaljujeta s plovbo proti Levantu, naj bi angleško floto razpršil hud vihar. ↓
- → Ladje s kraljevo zakladnico, Rihardovo sestro Ivano in novo zaročenko Berengarijo nasedejo na obali Cipra. Zaklada in preživelih se polasti ciprski uzurpator Izak Komnen.
- 20. april - Francoska flota, ki jo vodi kralj Filip II. prispe pred oblegani Akkon. Francozi začno z izgradnjo novih oblegovalnih naprav.
- 1. maj - Ker samozvani ciprski cesar Izak Komnen zavrne Rihardovo zahtevo, da vrne zaklad in izpusti talce, Rihard zavzame prestolnico Limassol.
- 12. maj - Poroka med angleškim kraljem Rihardom Levjesrčnim in navarsko princeso Berengarijo.
- 2. junij - Ker se Izak ne drži dogovorov, Rihard zavzame ob pomoči Gvida Lusignanskega celoten Ciper. Izaka vklene in ga preda hospitalcem. Ti pa kasneje njegovemu sorodniku avstrijskemu vojvodi Leopoldu V., ki ga osvobodi.
- 5. junij - Rihard Levjersčni končno odpluje proti Akkonu, ki jo križarji oblegajo že dve leti.↓
- 8. junij → Angleška flota pristane pred Akkonom. Rihard v zahtevah po kroni podpre bivšega kralja Gvida Lusignanskega, ki mu je pomagal osvojiti Ciper. Aktualnemu kralju Konradu Montferraškemu izkaže podporo Filip II.

#### Julij-december
- S prihodom vojsk angleškega in francoskega kralja se razmere v obleganem Akkonu drastično poslabšajo.
- 12. julij - Predaja Akkona. Ko križarji zavzamejo mesto se razvne hud spor med kralji Rihardom, Filipom in Konradom na eni strani ter avstrijskim vojvodo Leopoldom V. na drugi. Leopold namreč zase terja pravico, da poleg kraljevih zastav izobesi še svojo, saj je v nemški vojski med preživelimi najvišji po plemiškem stanu. Rihard odstrani in potepta njegovo zastavo, zato Leopold na smrt užaljen zapusti Sveto deželo in se vrne v domovino.

- - Križarji muslimanske branitelje Akkona spravijo v ujetniško taborišče v bližini zavzetega mesta. Saladin začne z zbiranjem odkupnine za talce, kar pa predstavlja problem, saj je denar že potrošen.
- 1. avgust - Smrt flandrijskega grofa Filipa I. spremeni načrte francoskemu kralju Filipu II.. Ker flandrijski (in vermandoiški) grof ni zapustil naslednikov, se Filip II. s celotno francosko vojsko vrne v domovino. Edini preostali evropski kralj v Zamorju je tako angleški kralj Rihard Levjesrčni.↓ 
  - → oktober - Francoski kralj Filip II. prepusti Grofijo Flandrijo hainauškemu grofu Baldvinu V.
- 11. avgust - Saladinu uspe zbrati le tretjino zahtevane vsote za odkup ujetnikov. Tudi nadaljevanje pogajanj je neuspešno.
- 20. avgust - Masaker pri Ayyadiehu: angleški kralj Rihard Levjesrčni se naveliča Saladinovega zavlačevanja in ukaže pomoriti več kot 3.000 muslimanskih vojnih ujetnikov, vključno z ženskami in otroki. Prav tako se Saladin odzove na enak način in pobije vse križarske ujetnike.
- 22. avgust - Križarji pod vodstvom kralja Riharda zapustijo Akkon in se usmerijo proti pristanišču Jaffa na jugu.
- 7. september - Bitka pri Arsufu: hud poraz Saladinove vojske proti križarjem. Saladin si nikoli več ne drzne izvati križarjev v neposreden frontalen spopad. Med muslimani ta poraz močno načne ugled Saladina in nasprotno med kristjani povzdigne mit Riharda Levjesrčnega.
- november - Zavzetje Jaffe. Od tam se Rihardova vojska odpravi v notranjost in se približa na  vsega 12. kilometrov od Jeruzalema. Kljub temu, da je bilo mesto nebranjeno in morala muslimanov na psu, napredovanje proti mestu onemogočita kombinacija slabega vremena in težav z logistiko.
- Anglija: med Rihardovo odsotnostjo v Zamorju se politične razmere v Angliji drastično poslabšajo. Namestniki, ki jim je Rihard zaupal oblast, ali pomro, ali pa so med sabo v sporu. Situacijo izkoristi Rihardov mlajši brat Ivan, ki s pomočjo francoskega kralja Filipa II. uveljavlja regentstvo. 1192 ↔

### Mezzogiorno
- 20. marec - Umrlega papeža Klemena III. nasledi Celestin III., 175. po seznamu.[1] Novi papež je že nekoliko v letih, star 85 let. ↓
- april → Papež Celestin III. krona za novega rimsko-nemškega cesarja in cesarico Henrika VI. in njegovo soprogo Konstanco Sicilsko.

- 17. april - Rimska komuna popolnoma uniči lacijsko mesto Tusculum. Napad in uničenje mesta se izvrši ob privolitvi papeža Celestina III. in rimsko-nemškega cesarja Henrika VI.. Ni popolnoma gotovo, ali je bilo mesto že zapuščeno. In če je bila bitka, proti kateri vojaški posadki/voditelju?
- Iz Rima napreduje nemška cesarska vojska proti jugu Italije, kjer bi se Henrik VI. kronal še za sicilskega kralja. Prvo mesto, ki se mu resno upre, je šele Neapelj, kjer odpor organizira glavni sicilski admiral Margarit iz Brindisija. ↓
- → Ker nemško vojsko zdesketa epidemija, Henrik VI. opusti obleganje Neaplja. Ker se v Nemčiji upre še razlaščeneni saksonski vojvoda Henrik Lev, se je prisiljen vrniti v Nemčijo.↓
- → Henrik VI. pusti za sabo v Salernu soprogo Konstanco z manjšo vojaško posadko. Salernčani jo zajamejo in kot talko izročijo sicilskemu kralju Tankredu.↓
- → Papež Celestin III. prizna Tankreda za sicilskega kralja in s tem ugodi njegovemu pogoju za izpustitev cesarice Konstance.

### Ostalo
- 12. april - Ustanovitev mesta Bern s pokroviteljstvom zähringenškega vojvode Bertolda V.
- april - Rekonkvista: protiofenziva Almohadov pod vodstvom kalifa Jakuba al-Mansurja. Almohadska vojska osvoji nekaj mest ter prodre vse do bližine Lizbone, nakar se z več tisoč krščanskimi ujetniki vrne v Afriko.
- 10. avgust - Francoske Alpe: v alpski dolini reke Romanche se utrga plaz in zajezi reko. V naslednjih letih se za zajezitvijo naberejo najmanj 3 km³ vode v dolžini več kot 15 km. Katastrofa → 1219
- Anglija: prvi zapisi rabe tehnologije vertikalnih veternih turbin oziroma mlinov na veter.↓
- → Menihi samostana Glastonbury najdejo grobnico s posmrtnimi ostanki kralja Arturja in njegove soproge Guinevere. Nekoliko nekonvencionalen način, kakor priti do romarjev in s tem zanesljivega dotoka denarja.
- V Španiji pustoši huda lakota. Mladi benediktanski menih Dominik Guzman odproda vse svoje premoženje, da nahrani lačne. 1203 ↔
- Indokina: kmerski kralj Džajavarman VII. osvoji kraljevino Čampa, ki je v preteklem desetletju organizirala nekaj plenilskih pohodov po Kmerski kraljevini.
- Prva bitka pri Tarainu: spopad med muslimansko guridsko vojsko, ki jo vodi sultan Muhammad Ghūrī, proti hindujski radžputski vojski, ki jo vodi kralj Prithiviradž iz dinastije Čauhan. Muhammad Ghūrī podceni zmožnost mobilizacije Indijcev, ki tokrat zmagajo. 1192 ↔

## Rojstva
- 8. februar - Jaroslav II. Vsevolodovič, vladimirski veliki knez († 1246)

Neznan datum
- Beatrika II., burgundska grofica († 1231)
- Eleanora Kastiljska, aragonska kraljica († 1244)
- Ivana Angleška, valižanska princesa, soproga Llywelyna Velikega († 1237)
- Ivana I., burgundska grofica († 1205)
- Jurij IV., gruzijski kralj († 1223)
- Mohamed I. ibn Nasr, emir Granade († 1273)
- Peter I., bretonski vojvoda, 1. grof Richmond († 1250)
- Richard Marshal, angleški plemič, 3. grof Pembroke († 1234)
- Sanča II. Leonska, dedinja Leóna († 1243)
- Teobald I., vojvoda Zgornje Lorene († 1220)
- Toluj, mongolski kan († 1232)

## Smrti
- 20. januar:
  - Friderik VI., švabski vojvoda, križar (* 1167)
  - Teobald V., bloiški grof, križar (* 1130)
- 20. marec - papež Klemen III. (* 1130)
- 7. julij - Judita Švabska, deželna grofinja Turingije (* 1133)
- 1. avgust - Filip I., flandrijski grof, križar (* 1143)
- 5. avgust - Rudolf Zähringenški, škof Lütticha, križar (* 1135)
- 13. avgust - Filip I. Heinsberški, kölnski nadškof, nemški kancler, križar (* 1130)
- 15. oktober - Rudolf I., grof Clermonta, križar
- 9. september - Konrad II. Oton, češki vojvoda, moravski mejni grof (* 1135)

Neznan datum
- Albéric Clément, francoski maršal, baron Meza, križar (* 1165)
- Érard II. Briennški, grof Brienna, križar
- Heraklij iz Cezareje, latinski jeruzalemski patriarh (* 1128)
- Šahab al-Din Suhravardi, perzijski filozof in mistik (* 1153)
- Vilijem V. Montferraški, markiz, križar (* 1115)
- Welf VI., toskanski markiz (* 1115)